# اومراشتات
شهر اومراشتات (به آلمانی: Ummerstadt) در ایالت تورینگن در کشور آلمان واقع شده‌است.